# 将军在上
《将军在上》，是中國大陸2017年古裝愛情電視劇。改編自橘花散里的小说《将军在上我在下》由兴格传媒、优酷聯合出品。由金屹菲担任制片人，文杰和霍耀良联合執導，奭辰公子編劇，马思纯、盛一伦领衔主演，丁川、王楚然、潘时七、王瑄主演。该剧于2017年10月25日在优酷与PPTV全网联合播出，共60集。
该剧以宋朝为背景，讲述一个武艺超群的冷面女将军与倾国倾城的废柴俏王爷之间的错位爱情故事。

## 播放平台
| 頻道         | 所在地   | 播映日期       | 時間 | 備註        |
| 优酷         | 中国大陆 | 2017年10月25日 | 每日 20:00 更新1集。 优酷VIP會員，每週三 20:00 搶先看7集。 11月20日起，优酷vip会员改为，每週一至週五 20:00 更新2集。 | 網路平台    |
| 佳樂台       | 新加坡   | 2018年2月5日   | 星期一至五 23:05 | 11:00人氣劇 |
| 愛爾達綜合台 | 臺灣     | 2018年12月17日 | 每週一至週五 19:00 - 21:00                                                                                           | 兩集連播    |
| 緯來綜合台   | 臺灣     | 2019年6月19日  | 每週一至週五 20:00 - 22:00（兩集聯播）                                                                               |             |
| 八大第一台   | 臺灣     | 2019年9月13日  | 每週一至週五 20:00 - 22:00（兩集聯播） 10月21日起，改為20:00重播、21:00首播                                          |             |

## 演员

### 叶家 / 叶家军
| 演员                             | 角色     | 介绍 | 配音   |
| 马思纯 童年：李晨语 少年：顾语涵 | 叶昭     | 镇北大将军→天下兵马大将军、宣武侯、南平郡王妃、邊關總統領 趙玉瑾妻子，24岁。 自小在军营长大，武艺高强，作风强势、雷厉风行。 因长期女扮男装完全男人作风，以大老爷们儿自稱，全无女儿家自觉。 从12岁开始就在边关横行霸道，幹过太多荒唐事，根本是个混世魔王，父亲差点将她踢出族谱。 雍关城上下只知叶家有三个儿子，从不知其中一个是女儿。 16岁替父征战沙场，在战场上威名远扬、杀人如麻，外号「活阎王」。 自雍关城被破叶家惨遭灭门后，叶昭仅剩爷爷、嫂嫂及两个侄子等血亲活在世上。 镇守边关八年立下战功无数，被皇帝召回京城受赏时，才坦白自己是女子的真实身份。 刘太后出于政治考虑，赐婚嫁于赵玉瑾。 从小就认识赵玉瑾并喜欢他，还不小心害他落水留下病根，但赵玉瑾根本不记得罪魁祸首的模样。 在出征西夏收复宋失土时，第50集 发现怀有身孕。 战争结束后決定解甲归田、相夫教子。 | 包包   |
| 丁川                             | 胡青     | 狐狸 叶家军军师，26岁。文武双全，叶昭得力助手兼好兄弟。 自18岁陪叶昭并肩征战、出生入死，在一次被刺客追杀时，因叶昭受伤才发现其女子身份。 爱慕叶昭，在叶昭嫁赵玉瑾后，改退居身后默默支援她，常为两人婚事出谋划策。 战后回京被皇帝私下指派彻查雍关城被破一案。 被皇帝派去平叛惠州之乱，封征南大将。（平叛惠州可参考北宋名将狄青 ) 萧关一役战败后，带领残余部下乔装成祈王信使，化名「胡元」，混进西夏伺机而动。 和秋水在边关成亲。 战争结束后，皇帝任命掌管京城十万大军。 | 魏超   |
| 王楚然 少年：居梓涵              | 柳惜音   | 叶昭表妹。冰雪聪明、痴情刚烈，倾国倾城、美若天仙。 痴恋「阿昭表哥」多年，无法接受叶昭为女子并已嫁为人妇，因此用计只为能在叶昭身边。 欲在妙莲庵出家却被章知州看上，派人要将带她回去，结果失足落崖。 被祈王带回府中，称自己遭逢变故，而被祈王取名為仙霓裳，是一名舞姬。 以祈王义女身份跟随西夏太子哈尔敦到西夏。 一面假意成为哈尔敦未婚妻、出卖美色勾引西夏王，一面伺机将探查到的西夏军情告诉胡青。（太子未婚妻可参考西夏没𠼪皇后） 为叶昭讨伐西夏军铺好路，并在叶昭来营救之前喝下毒酒隨后身亡。外傳電影(将军在上之時空戀人)講她穿越到現代遇上另一個時空的叶昭的愛情故事。 | 张碧玉 |
| 王力                             | 秋老虎   | 叶家军将士，秋水、秋华父亲。 当初让两个女儿留在叶昭身边，是希望可以让她们嫁给叶昭，没想到叶昭是个女儿身而落空。 希望能找到人品好、皮厚耐打的读书人当女婿，为了女儿们的婚事操碎了心。 萧关一役战败后，跟随胡青乔装成祈王信使，混进西夏伺机而动。 | 汤水雨 |
| 潘时七                           | 秋水     | 叶昭的虎狼亲兵。 秋华的姊姊。 以陪嫁丫鬟身份跟随叶昭进入郡王府。 第一次见到胡青就喜欢他。 因赵玉瑾怕叶昭怀孕消息走漏，让她装怀孕转移所有人的视线，并使计促使她在边关和胡青成亲。 |        |
| 王 瑄                            | 秋华     | 叶昭的虎狼亲兵。 秋水的妹妹。 以陪嫁丫鬟身份跟随叶昭进入郡王府。 | 唐小喜 |
| 王翊丹                           | 范二娘   | 叶昭嫂嫂，范仲淹妹妹。 无意中救了小贵子一命。 | 乔诗语 |
| 卢星宇                           | 叶忠     | 叶昭父亲，于雍关城破时身亡。 |        |
| 王丹妮                           | 红莺     | 柳惜音侍女。 和柳惜音一同失足落崖身亡。 |        |
| 徐正运                           | 镇国公   | 叶家老太爷，叶昭的爷爷。 雍关城破当晚，叶家惨遭灭门后，就神智不清。 目赌陆震廷灭口红蔷埋尸的经过。 祈王因谋反失败而逃跑，被他抓到。 |        |
| 贾舒夷                           | 叶昭母亲 | 于雍关城破时身亡。 |        |
| 鲁英俊                           | 小虫子   | 镇国公府内小厮。 |        |
| 童年：陈尚均 少年：李昊泽        | 叶念北   | 叶昭侄子。 |        |
| 童年：盛梓航 少年：钱贤润        | 叶思武   | 叶昭侄子。 |        |
| 赵振廷                           | 许多化   | 叶家军二等兵，喜欢秋华。 因护驾有功，被皇帝封皇家侍卫队队长，统领御前御林军。 |        |
| 官鑫                             | 海参将   | 叶家军将士，海威宁弟弟。 萧关一役战败后，跟随胡青乔装成祈王信使，混进西夏伺机而动。 |        |
| 张玉龙                           | 张统制   | 叶家军将士。 萧关一役战败后，跟随胡青乔装成祈王信使，混进西夏伺机而动。 |        |
| 于嘉                             | 杨都尉   | 叶家军将士。 在替胡青送秘信给皇帝途中，被黑衣刺客杀害。 |        |
| 孙维新                           | 老王军医 | 叶家军营裡的军医，因叶昭曾受毒伤，而专门研穿过各种毒药的解毒。 |        |
| 刘奇                             | 采桑     | 胡青书童。 |        |

### 郡（赵）王府
| 演员                                   | 角色   | 介绍 | 配音   |
| 盛一伦 童年：盛中玮 老年：馬思純的外公 | 赵玉瑾 | 南平郡王→东京巡城御史 葉昭丈夫，22岁。 仁宗皇帝亲侄子，长相俊美，常因外表被人调戏。 小时候因落水留下病根，体弱多病，因此被母亲赵太妃「贵养」在家里。 从小娇生惯养，喜欢玩乐，是京城纨绔界的纨绔，但内心善良、骨子里极富正义感，渴望成为一个有用之人。 刘太后赐婚迎娶叶昭，从一开始无法接受数度想休妻，到后来两人相处后感情也越来越好。 在满朝文武百官面前，忍痛亲自为叶昭请战。 得知叶昭怀孕后，前往边关照顾叶昭。 第58集 得知叶昭是当年害他落水的「小哥哥」时，气得想要休掉她，但最后还是选择原谅。 假扮叶昭担任主帅上战场。 战争结束后，皇帝任命三司副理，掌管国家金库。 | 王凯   |
| 张瑶                                   | 赵太妃 | 赵玉瑾母亲，一个标准的宠儿狂魔。因为赵玉瑾从小爱生病，身体比较弱，所以太妃就把儿子当女儿来养，成亲后对儿媳妇叶昭百般教导刁难，婆媳日常笑点十足。 |        |
| 吴弘                                   | 赵玉阙 | 赵王，赵玉瑾兄长，有腿疾。 |        |
| 张雯                                   | 赵王妃 | 赵玉瑾大嫂。南平郡王赵玉瑾的大嫂赵王妃，是一个温婉贤淑的古代女性形象。温柔恭顺、知书达礼，古代女子四妇德妇言妇容妇功的典范。她在规则中美好，姿态优雅，对上遵崇，对下宽和，接人待物有礼有节，充满爱的力量。 | 张艾   |
| 安泳畅                                 | 杨氏   | 赵玉瑾妾室。 叶昭让她主持中馈。 不甘在郡王府中的地位，从祈王妃那弄来避子药方，要让叶昭不能生子，但其实拿到却是致人心脏衰竭的慢性毒药。 被祈王随从毒死。 | 唐小喜 |
| 张歆莹                                 | 眉娘   | 赵玉瑾通房丫鬟。 | 刘芊含 |
| 郑舒环                                 | 萱儿   | 赵玉瑾通房丫鬟。 | 张予佟 |
| 张植绿                                 | 小夏子 | 赵玉瑾内侍奉。南平郡王赵玉瑾的书童小夏子。小夏子从小和赵玉瑾一起长大，平日里和郡王的相处日常可谓是默契非凡。机智灵动的他，井然有序的管理王府，事无巨细的打点大小事务，被赞“贴心小管家”。 |        |
| 杨斯羽                                 | 翠枝   | 赵太妃侍女。 |        |

### 宋
| 演员                | 角色       | 介绍 | 配音   |
| 芦芳生 童年：李秉辰 | 宋仁宗     | 北宋皇帝赵祯。 | 魏超   |
| 宋允皓              | 宋真宗     | 北宋第三任皇帝、仁宗皇帝父亲赵恒。 |        |
| 肖涵                | 张贵妃     | 仁宗皇帝宠妃。 | 张艾   |
| 王维维              | 郭皇后     | 仁宗皇帝第一任皇后。 皇后為了滿足一己私慾，私下給皇上下藥，被褫奪皇后封號，被打入青苑宮，永生不得踏出宮門半步。 |        |
| 恬妞                | 刘太后     | 北宋太后，垂帘听政。通晓书史、手握政权的刘太后。作为宋朝历史上第一位临朝听政的皇太后，其政治手段和治世之风在各大史书上均有记载。很鲜明的历史人物，由她而来的“狸猫换太子”的典故和小说都与历史相差很大，希望这次可以给大家带来一个比较真实的刘太后。 | 郝幽玥 |
| 李丹                | 杨太后     | 仁宗皇帝养母，尊称其为「小娘娘」。 |        |
| 倪虹洁              | 宸妃       | 李氏，仁宗皇帝生母。 |        |
| 谢钰环              | 紫烟       | 宸妃侍女。 |        |
| 王钢                | 姜禄海     | 皇帝身边太监。 |        |
| 郭一扬              | 小贵子     | 刘太后身边亲信小太监，刘太后去世后跟随刘太傅担任小厮。 三司使院纵火案，刘太傅指使他烧毁三司使院账本嫁祸给范仲淹。原本相信刘太傅许诺将其送到安全的地方，没想到却被丢到河中灭口，后被范二娘救起。                                                    | 钱文青 |
| 朱泳腾 童年：龚俊泽 | 祈王       | 皇帝兄长赵睿，勾结西夏想要谋朝篡位。 三司使院纵火案、贝州兵变、行刺皇帝等案背后真正的主谋。 当年与辽勾结使雍关城被破的幕后主使者。 | 赵毅   |
| 刘孜                | 姬玉       | 祈王妃。 生有一子二女，对外声称儿子早夭，实为祈王为了表现无夺位野心，没有子嗣传位的危险，将刚满月的儿子送走。 得知亲生儿子是小麻雀后，在牢里用玉釵刺心自殺身亡。                                                                                   |        |
| 仇硕康              | 小麻雀     | 老高家羊肉炉老板的儿子。 李大师被杀一案目击者。 后于祈王府任小厮，被祈王毒哑取名为小哑巴，被派去伺候柳惜音，并多次帮助她。 真实身份为祈王与祈王妃的亲生儿子。                                                                                      |        |
| 梁月军              | 嬷嬷       | 祈王府管事嬷嬷。 |        |
| 闫玉                | 欢儿       | 祈王府丫鬟，被派去伺候（看守）柳惜音。 |        |
| 刘卫华              | 吕相爷     | 北宋宰相。 指使刘太傅去烧毁三司使院账本。 |        |
| 刘金山              | 刘太傅     | 当朝大臣，刘太后侄子。 原为三司使院判官，后降为三司使院库管。 三司使院纵火案，指使小贵子烧毁三司使院账本，嫁祸给范仲淹。京兆尹审案过程中才说出是受了吕相爷指使。 私藏兵马、谋逆作乱、贪赃妄法，和毕进士、陆震庭一同参与政变行刺皇帝。              | 汤水雨 |
| 于波                | 范仲淹     | 北宋名臣，是郡王赵玉瑾的好友，忠心为国，但却屡遭贬谪。 战争结束后，皇帝任命参知政事，主管国家政务。 | 吴凌云 |
| 金丽婷              | 红蔷       | 本为青楼女子，被赵玉瑾、柳永和范仲淹所救，自此跟随范仲淹被收为义女。 被胡青查出是陆震庭安插在范仲淹身边的卧底，并被陆震庭灭口。 | 张碧玉 |
| 郑晓东              | 海威宁     | 秘阁主事。 为人刚正不阿，做事一丝不苟。 曾跟随赵玉瑾到江北和岫水赈灾。 出使西夏与其和谈。 |        |
| 刘凯菲              | 白浪       | 海威宁的夫人，与叶昭是旧识。 | 刘晴   |
| 牟凤彬              | 柳天拓     | 柳将军，叶昭舅舅、柳惜音叔叔。 镇守居平关，防御西夏入侵。 被假圣旨召回京，导致居平关失守。 第44集 萧关一战一心戴罪立功，不采纳胡青的计策一意孤行，于青石寨中了伊诺圈套，导致十万大军全军覆没，战败身亡。                                           |        |
| 张晓瑾              | 柳夫人     | 柳将军夫人。 |        |
| 邵汶                | 陆震庭     | 长盛赌坊总管，祈王手下。 和刘太傅、毕进士一同参与政变行刺皇帝，失败后逃跑。 第55集 被祈王灭口，没死。 |        |
| 盖玺                | 丁氏       | 陆震庭小妾，于红蔷一案中替陆震庭顶罪。 |        |
| 王宏宇              | 蛇哥       | 陆震庭手下。 |        |
| 李小包              | 刘隆       | 赵玉瑾「狐朋好友」之一，曾帮助赵玉瑾多次逃婚。 担任东京小报主编。 因张珪帮助赵玉瑾破案有功，皇帝很开心也封了他官，兼职开封监狱的监狱长。 行刺皇帝一案中负责审理毕进士，从他口中得知背后主谋为刘太傅。                                              | 彭尧   |
| 张家溢              | 张珪       | 赵玉瑾「狐朋好友」之一，曾帮助赵玉瑾多次逃婚。 张贵妃弟弟。 赵玉瑾提拔他当巡城御史副理，要他帮忙调查李大师的命案失窃证物匕首的下落。 行刺皇帝一案中负责审理毕进士，从他口中得知背后主谋为刘太傅。                                                  |        |
| 向皓                | 郭元景     | 赵玉瑾「狐朋好友」之一，曾帮助赵玉瑾多次逃婚。 皇后亲侄子。 因张珪帮助赵玉瑾破案有功，皇帝很开心也封了他官，担任开封转运使副理。 行刺皇帝一案中负责审理毕进士，从他口中得知背后主谋为刘太傅。                                                      |        |
| 华晨龙              | 郭有德     | 郭皇后亲侄子，郭元景堂兄。 新兵小队长，在军营内草菅人命，不知悔改藐视军法，被叶昭用玄铁鞭将他斩杀。 |        |
| 张磊                | 京兆尹     | 何大人，京城最高父母官。 |        |
| 孙霆                | 柳永       | 赵玉瑾、胡青好友。 风流才子，成天出入花街柳巷。 因得罪仁宗皇帝，科举落榜。 曾向柳惜音告白被拒。 | 彭尧   |
| 李振起              | 杨文广     | 北宋名将。 战争结束后解甲归田。 |        |
| 王铂清              | 郭福山     | 当朝武将，郭皇后兄长。 战死在白银寨。 |        |
| 马新                | 老阳头     | 赵玉瑾在巡察院的手下。 |        |
| 木杰明              | 毕进士     | 被派跟随赵玉瑾到江北和岫水赈灾。 被查出曾收受贿赂。 和刘太博、陆震庭一同参与政变行刺皇帝。 |        |
| 张世宏              | 孟兴德     | 御医。 |        |
| 孙浩                | 章县令     | 岫水知州，贪污、好色。 被叶昭斩杀。 |        |
| 王佳丽              | 章夫人     | 岫水知州夫人。 |        |
| 王艺瞳              | 白氏       | 岫水知州小妾。 |        |
| 汪洋                | 章少爷     | 章太爷儿子章南华。 被叶昭斩杀。 |        |
| 左腾云              | 蒲师爷     | 岫水州师爷。 因赈灾有功，赵玉瑾推荐其为代理知州。 |        |
| 刘宽                | 李衙役     | 岫水州衙役，岫水河决堤幸存者。 |        |
| 张洪杰              | 胡老太爷   | 岫水州商人胡德望。 名门世家，代代为官，女婿为陆震庭。 被赵玉瑾用计敲诈一千石粮用来赈灾。 |        |
| 李一锋              | 洪当家     | 岫水州商人洪德禄。 被赵玉瑾用计敲诈一千石粮用来赈灾。 |        |
| 葛玉                | 赵掌柜     | 岫水州商人赵宝善。 被赵玉瑾用计敲诈一千石粮用来赈灾。 |        |
| 沈长林              | 包盐商     | 岫水州商人包玉林。 被赵玉瑾用计敲诈一千石粮用来赈灾 |        |
| 冯棉                | 醉红楼老鸨 | | 李金燕 |
| 郭雨婷              | 娇杳       | 岫水州青楼藏春阁姑娘，后被海威宁用赵玉瑾的钱赎出。 |        |
| 赵晟然              | 陈天猫     | 江洋大盗无影脚，是陈天狗的哥哥，专偷富贵人家钱财。 有人给钱指使他潜入衙门档案院，盗取李大师所造的假匕首。之后一直觉得有人在追杀，就躲到监狱里。 |        |
| 陈喜贺              | 陈天狗     | 原是岫水州大牢里的的小偷，被章少爷放出，命其将官银放入别院屋内，要栽赃叶昭。 |        |
| 尹泽强              | 里索       | 里拉兄长、祈王手下，当年刺杀叶昭的蒙面黑衣人。 曾讓李大師偽造假聖旨，留下證據，讓葉昭和趙玉瑾識破，造成了之後的無窮外患。 |        |
| 尹泽强              | 里拉       | 色目人，杀死李大师的凶手，被人在狱中灭口。 |        |
| 龙德                | 贝里时     | 贝州守将，发动兵变。 |        |
| 徐玉琨              | 老高       | 羊肉炉老板。 |        |
| 王亚峰              | 陈曙       | 北宋将领，征讨惠州之乱，连战连败。 吕相爷家小妾的娘家弟弟。 违抗军令，擅自出兵，被胡青斩杀。 |        |
| 田乐                | 马大贵     | 看守居平关城墙的小将。 |        |
| 刘红梅              | 住持慧明   | 妙莲庵住持，曾收留柳惜音。 |        |
| 和谐                | 侬智高     | 祈王资助五百万两于惠州起事，自称惠仁皇帝。 |        |
| 王小马              | 小豹子     | 侬智高军中侍候兵。 告诉胡青关于陆震庭资助侬智高的情报，后被黑衣刺客杀害。。 |        |
| 李泓漫              | 苗千儿     | 京城斗彩楼的化妆师，化妆术点石成金，能将两个轮廓相差不远的人画出八九分相似，跟随赵玉瑾前往边关。 |        |
| 庄源                | 霍玉郎     | 百花楼唱戏的，善口技、善变百声，跟随赵玉瑾前往边关。 |        |
| 胡子建              | 刘三郎     | 京城刘家铁铺的铁匠，擅长制作镂空雕花兵器，跟随赵玉瑾前往边关。 |        |

### 西夏
| 演员                 | 角色     | 介绍 | 配音   |
| 张峻鸣               | 伊诺     | 西夏王子。 武艺高强，外表看似无害，实则野心渤渤、阴险狡诈、心机深沉。 曾败在叶昭手下，既佩服她又想征服她。 白银寨一役战败，被叶昭斩杀。 |        |
| 王策                 | 西夏王   | 和祈王勾结。 迷恋没藏黑云多年，伊诺的陷害正好让西夏王找到合适机会赐死野利遇奇。 迷恋親兒子未婚妻仙霓裳（柳惜音），被親兒子哈尔敦杀死。  |        |
| 刘迪妮               | 野利王后 | 西夏王后，野利遇奇的姊姊。 第54集 派刺客刺杀仙霓裳（柳惜音）被西夏王贬为奴仆。                                                          |        |
| 赵磊                 | 哈尔敦   | 西夏太子、野利王后之子。 因父亲西夏王迷恋他的未婚妻仙霓裳（柳惜音）而杀死父亲，后被没藏讹庞杀死。                                       |        |
| 米娜                 | 银川     | 西夏公主，哈尔敦、伊诺妹妹。 曾对叶昭暗动芳心，而拒绝嫁辽太子耶律洪。 为见叶昭，担任和谈随团使者。 为帮助叶昭，死于伊诺枪下。           | 乔诗语 |
| 韩旭                 | 沒藏訛龐 | 没藏黑云弟弟。 因保护仙霓裳（柳惜音）有功，被升为西夏国相。 西夏王死后，杀死哈尔敦。                                                    |        |
| 司钦朝克图           | 野利仁荣 | 西夏国师，野利王后叔叔。 第54集 因王后派刺客刺杀仙霓裳（柳惜音）被西夏王赐死，而替王后赴死。                                            |        |
| 高爽                 | 野利遇奇 | 西夏第一大将军，曾经立下赫赫战功。 因伊诺和胡青假扮的祈王信使用计陷害，被西夏王赐死。                                                   | 杨默   |
| 王维琳               | 没藏黑云 | 野利遇奇妻子。 野利遇奇死后得到西夏王的宠爱。 第58集 生下西夏王之子拓跋谅祚。                                                           | 李金燕 |
| 明成军               | 察尔托次 | 西夏二王叔，曾被叶昭俘虏，后被仁宗皇帝放回。 居平关一役被叶昭斩杀。                                                                     |        |
| 叶斯哈提．铁列吾哈子 | 巴图     | 西夏将军，伊诺一派。 白银寨一役，被叶昭斩杀。                                                                                           |        |

### 辽
| 演员   | 角色     | 介绍                                                 | 配音 |
| 包雪松 | 耶律洪   | 辽皇太子，于霸县一战中被叶昭俘虏，后被仁宗皇帝放回。 |      |
| 张皓然 | 耶律达丹 | 辽第一名将，霸县一战中被叶昭斩杀。                   |      |

## 电视劇歌曲
| 曲序 | 曲目                 |        | 作曲 | 演唱者         |
| ---- | -------------------- | ------ | ---- | -------------- |
| 1.   | 爱在上（主题曲）     | 崔恕   | 王可 | 崔子格、盛一伦 |
| 2.   | 忠贞（片尾曲）       | 崔恕   | 王可 | 盛一伦         |
| 3.   | 覆水（插曲）         | 崔恕   | 里里 | 王楚然         |
| 4.   | 恩赐（插曲）         | 崔恕   | 王可 | 王楚然         |
| 5.   | 我只愿相信你（插曲） | 崔恕   | 王可 | 崔子格         |
| 6.   | 渔家傲（插曲）       | 范仲淹 | 杨蔺 | 杨蔺           |

## 原著小說
| 出版日期      | 書名                                      | 作者     | 出版社                   | ISBN               | 備註   |
| 2012年9月     | 《將軍在上》(全二冊)                      | 橘花散里 | 江蘇文藝出版社           | ISBN 9787533934231 | 簡體版 |
| 2013年4月4日  | 《將軍在上我在下1：一道聖旨誤終身》       | 橘花散里 | 三采文化出版事業有限公司 | ISBN 9789862298718 | 繁體版 |
| 2013年5月17日 | 《將軍在上我在下2：一枝紅杏爬進牆》       | 橘花散里 | 三采文化出版事業有限公司 | ISBN 9789862298916 | 繁體版 |
| 2013年6月15日 | 《將軍在上我在下3：十里狼煙牽子行（完）》 | 橘花散里 | 三采文化出版事業有限公司 | ISBN 9789862299203 | 繁體版 |